# Oncorhynchus lacustris
Oncorhynchus lacustris es una especie extinta de pez del género Oncorhynchus.

## Registro fósil
Los primeros registros fósiles de la especie datan de 1867 en la Geological Exploration of the Fortieth Parallel. Al noroeste de Nevada y en el sur del estado de Idaho, en el río Snake y en la formación Glenns Ferry se han encontrado registros de Oncorhynchus lacustris y de otras especies como truchas, almejas, caracoles y diatomeas. Algunos restos encontrados como cráneos, maxilares aislados, vértebras y un dentario fueron la base del análisis y definición por parte del ictiólogo americano Edward Drinker Cope, quien le calificó inicialmente como Rhabdofario lacustris y posteriormente reclasificada como O. lacustris. Desde entonces, se han descubierto varias partes de la especie como cráneos y vértebras macizas, dientes robustos y firmemente adheridos. La mayoría de los restos que se han encontrado miden más de 60 cm, lo que sugiere que la especie medía más de un metro de longitud y era junto con otras especies de salmónidos como Paleolox larsoni, peces depredadores que habitaron en varios cuerpos de aguas como lagos.